# Pauline Dhaeyer
Pauline Dhaeyer, née le 27 mars 1996 à Clamart, est une footballeuse française évoluant au poste de défenseur.

## Carrière

### Carrière en club
Pauline Dhaeyer évolue dans sa jeunesse au SCM Châtillon, avec les garçons, puis avec les filles du COM Bagneux. En 2011, elle rejoint le FF Issy, qui évolue alors en deuxième division. Elle réalise ses débuts en première division lors de la saison 2012-2013. Après plusieurs saisons passées entre la D1 et la D2, elle rejoint en 2016 l'ESOFV La Roche-sur-Yon, qu'elle quitte à la saison 2019-2020 pour rejoindre le FF Issy, où elle participe à la montée du club en D1 . A l'été 2020, elle rejoint le FC Nantes.

### Carrière en sélection
Elle compte une sélection avec l'équipe de France des moins de 16 ans en 2012, et neuf sélections en équipe de France des moins de 19 ans entre 2015 et 2016 (avec un but marqué), dont trois matchs de l'Euro 2015,. Elle compte également deux sélections en équipe de France des moins de 20 ans en 2016, dont un match lors de la Coupe du monde des moins de 20 ans 2016. En 2018, elle est sélectionnée avec l'équipe de France des moins de 23 ans pour le tournoi international de La Manga .

## Palmarès
Avec la sélection nationale, elle atteint la finale de la Coupe du monde des moins de 20 ans 2016.